# Droga wojewódzka 930
Die Droga wojewódzka 930 (DW 930) ist eine vier Kilometer lange Droga wojewódzka (Woiwodschaftsstraße) in der polnischen Woiwodschaft Schlesien, die Świerklany Dolne mit Mszana verbindet. Die Strecke liegt im Powiat Rybnicki und im Powiat Wodzisławski.

## Streckenverlauf
Woiwodschaft Karpatenvorland, Powiat Rybnicki
-  Świerklany Dolne (Nieder Schwirklan) (A 1, DW 929, DW 932)

Woiwodschaft Karpatenvorland, Powiat Wodzisławski
- Rybnicki (Pohlom)
-  Mszana (Mschanna) (A 1, DW 933)